# Ex me natam relinquo pugnam Leuctricam
La locuzione latina Ex me natam relinquo pugnam Leuctricam, tradotta letteralmente, significa: "Io [alla patria] lascio, nata da me, la battaglia di Lèuttra" (Cornelio Nepote, Epaminonda, X).
Cornelio Nepote ricorda questa frase pronunciata dal generale tebano Epaminonda in risposta a una provocazione dell'altro generale tebano Pelopida: quest'ultimo, infatti, lo rimproverava di aver mal servito la patria, non avendole dato alcun figlio (maschio).

Epaminonda, sapendo che Pelopida aveva un figlio perverso, gli rispose: "Guarda che tu non abbia a servirla peggio (di me) lasciandole tal figlio; io almeno lascio alla patria la mia creatura, la battaglia di Leuttra".